# Metafísica da presença
O conceito da metafísica da presença é uma consideração importante dentro da área da desconstrução.  A interpretação desconstrutiva mantém que toda a história da Filosofia Ocidental e sua linguagem e tradições tem enfatizado o desejo pelo acesso imediato ao significado, e então constrói uma metafísica ou ontoteologia acerca do privilégio da presença sobre a ausência.
Na Filosofia Oriental muitas vezes tratada como Religiões do Oriente, o privilégio da presença ou da ausência pode ser encontrado grosseiramente nos conceitos de Atman e Anatman.
Pensadores desconstrucionistas, como Derrida, descrevem sua tarefa como o questionamento ou desconstrução desta tendência metafísica na filosofia. Este argumento é grandemente  baseado no trabalho anterior de Martin Heidegger, que em Ser e Tempo afirmou a natureza parasítica da atitude teórica da presença pura sob um envolvimento mais original com o mundo nos conceitos tais como o ready-to-hand e being-with. Friedrich Nietzsche é também uma influência mais distante, porém clara.